# Cambogia ai Giochi della XXXII Olimpiade
La Cambogia ha partecipato ai Giochi della XXXII Olimpiade, che si sono svolti a Tokyo, Giappone, dal 23 luglio all'8 agosto 2021 (inizialmente previsti dal 24 luglio al 9 agosto 2020 ma posticipati per la pandemia di COVID-19) con una delegazione di tre atleti impegnati in due discipline.
I portabandiera alla cerimonia di apertura sono stati la nuotatrice Bunpichmorakat Kheun e il velocista Pen Sokong.

## Delegazione
| Sport            | Uomini | Donne | Totale |
| ---------------- | ------ | ----- | ------ |
| Atletica leggera | 1      | 0     | 1      |
| Nuoto            | 1      | 1     | 2      |
| Totale           | 2      | 1     | 3      |

## Risultati

### Atletica leggera
| Atleta     | Evento         | Batteria  | Batteria  | Semifinale      | Semifinale      | Finale          | Finale          |
| Atleta     | Evento         | Risultato | Posizione | Risultato       | Posizione       | Risultato       | Posizione       |
| ---------- | -------------- | --------- | --------- | --------------- | --------------- | --------------- | --------------- |
| Pen Sokong | 100 m maschili | 11"02     | 6º        | non qualificato | non qualificato | non qualificato | non qualificato |

### Nuoto
Maschile
| Atleta   | Evento            | Batterie | Batterie  | Semifinali      | Semifinali      | Finale          | Finale          |
| Atleta   | Evento            | Tempo    | Posizione | Tempo           | Posizione       | Tempo           | Posizione       |
| -------- | ----------------- | -------- | --------- | --------------- | --------------- | --------------- | --------------- |
| Puch Hem | 50 m stile libero | 24"91    | 52º       | non qualificato | non qualificato | non qualificato | non qualificato |

Femminile
| Atleta               | Evento            | Batterie | Batterie  | Semifinali      | Semifinali      | Finale          | Finale          |
| Atleta               | Evento            | Tempo    | Posizione | Tempo           | Posizione       | Tempo           | Posizione       |
| -------------------- | ----------------- | -------- | --------- | --------------- | --------------- | --------------- | --------------- |
| Bunpichmorakat Kheun | 50 m stile libero | 29"42    | 65ª       | non qualificata | non qualificata | non qualificata | non qualificata |